# Acalolepta formosana
Acalolepta formosana là một loài bọ cánh cứng trong họ Cerambycidae.